# Lamprops affinis
Lamprops affinis är en kräftdjursart som beskrevs av Lomakina 1958. Lamprops affinis ingår i släktet Lamprops och familjen Lampropidae. Inga underarter finns listade i Catalogue of Life.